# Орнитология
Орнитологията (от гр.: ὄρνιθος /орнитос/ — птица) е дял от зоологията, който изучава птиците – тяхната анатомия, физиология, поведение, систематика и прочее.
Наблюдението е най-разпространеният метод за изучаване на поведението на птиците. То е сравнително лесно поради демонстративното им поведение и дневната активност на повечето видове. Освен това мнозинството видове имат специфична (видово-диагностична) окраска, позволяваща определянето им от разстояние. Развитието на оптичните уреди и методи и по-специално на фотографията в последните години, значително улеснява изучаването на този клас животни. Орнитологията в България е най-силно развитото направление от зоологията. Палеоорнитологията (палеонтология на птиците) изучава изкопаемите птици, а археоорнитологията – птиците от културните пластове (т.е. от археологическите находища). Към 2009 г. общо около 450 български автори са публикували в научни издания публикации върху птиците от България (или други страни) след 1950 г.  Основният метод за изследване на миграциите и разпространението на птиците е опръстеняването. При него се поставят пръстени с идентификационни номера на краката на уловени птици, които след това се пускат на свобода. При последващи наблюдения или улов, птиците могат да бъдат разпознати по пръстените, а това позволява проследяването на миграцията и развитието на отделните индивиди. В някои случаи на по-едри видове птици (пеликани, гъски, лебеди, жерави и др.) се поставят цветни пластмасови пръстени с едро надписани номера, които отдалеч с бинокъл или при разглеждане на направената фотография, могат да бъдат идентифицирани и без повторно улавяне и стресиране на птицата. Зоологът Павел Патев е първият български орнитолог. Той издава монографията „Птиците в България“ (1950), в която обобщава сведенията за всички известни дотогава видове птици в страната.
Първата научна публикация за българската орнитофауна, написана от българин и издадена в България е на Георги Христович . Затова 1890 г. се смята за начало на орнитологичните изследвания в България. 
След Павел Патев в областта на орнитологията в България работят Николай Боев, Симеон Симеонов, Стефан Дончев, Димитър Нанкинов, Таню Мичев, Андон Даракчиев, Божидар Иванов, Цено Петров, Петър Янков, Боян Милчев, Златозар Боев, Павел Зехтинджиев, Петър Шурулинков, Борис Николов, Стоян Николов, и др.
Орнитологията в България се оформя като научно направление в началото на 20 век въз основа на орнитологичните колекции на някогашния Естествено-исторически музей на Н. В. Царят на всички българи – дн. Национален природонаучен музей. Сред първите изследователи на птиците в България са и самите ни царе – Фердинанд I и Борис III, които имали завидни за времето си орнитологични познания. Цар Борис III бил и член на Британското орнитологично дружество.
Орнитологията се поделя на неоорнитология, т.е. орнитология в общоприетите представи като наука за изучаване на съвременните птици, и палеоорнитология – наука за изучаване на изкопаемите (фосилните) птици. В България основоположник на палеоорнитологията е проф. Златозар Боев, който е описал повечето от известните фосилни птици в България.
Към 2021 г. българската орнитология се е развивала в общо 46 области/аспекти на изследвания на птиците. Общият брой на орнитологичните публикации на български автори и тези за българските птици (от български и чуждестранни изследователи) възлиза на около 8000. Георги Христович (1863-1926) е авторът на първата научна публикация за български птици, написана от българин. Броят на българските изследователи в орнитологията трайно нараства и през 2021 г. надхвърля 100 специалисти, напреднали любители на птиците и сътрудници на неправителствени организации за опазване на птиците. Орнитологията в България разполага с данни за 739 вида птици (421 съвременни и 318 известни въз основа на техните фосилни и субфосилни останки в страната. Авифаунистиката е най-старата и най-развитата област на орнитологичните изследвания, докато птерилогията е най-младият и най-слабо представен аспект в проучването им. Страните на Балканския полуостров са най-изследваните чужди територии в българските орнитологични проучвания. Антарктида е най-отдалеченият регион, където българските орнитолози са провеждали своите изследвания. Българските орнитолози са допринесли за изследването на птиците на 68 държави и територии по света. От България са описани общо 40 нови таксона на птиците – 1 съвременен (гугутката Streptopelia decaocto) и 39 фосилни (от миоцен – до ранен холоцен) – ценен принос към световната наука за птиците. Най-старата и най-голямата колекция от птици се съхраняват в Националния природонаучен музей при БАН в София. Тази институция винаги е била и понастоящем е най-влиятелният изследователски център на орнитологичните изследвания в България.